# Jill Bilcock
Jill Elizabeth Bilcock AC, née en 1948 à Melbourne, dans l'État de Victoria (Australie), est une  monteuse de films australienne, membre de la guilde des Australian Screen Editors (ASE) (en) (Monteurs de cinéma australiens), ainsi que de la société American Cinema Editors (ACE).
Elle a monté des films tels que Roméo + Juliette, Moulin Rouge et Les Sentiers de la perdition. Elle donne occasionnellement des séminaires au Victorian College of the Arts de Melbourne, dont elle est diplômée.

## Biographie
Bilcock est diplômée du Swinburne College of Technology. Elle a remporté le prix Eddie 2002 (meilleure comédie ou long métrage musical) pour Moulin Rouge, pour laquelle elle a également reçu une nomination aux Oscars du meilleur montage cinématographique. Elle a été nommée quatre fois pour le prix BAFTA du meilleur montage. Trois de ces nominations étaient pour les trois premiers films réalisés par Baz Luhrmann : Strictly Ballroom (1992), Romeo + Juliet (1996) et Moulin Rouge (2002). La quatrième nomination aux BAFTA était pour Elizabeth (1998), réalisé par Shekhar Kapur.

## Filmographie
| Année | Film                                                          | Réalisateur         | Notes |
| ----- | ------------------------------------------------------------- | ------------------- | --- |
| 1984  | Strikebound                                                   | Richard Lowenstein  | Nominated—AACTA Award for Best Editing |
| 1986  | The More Things Change...                                     | Robyn Nevin         | |
| 1986  | Dogs in Space                                                 | Richard Lowenstein  | |
| 1987  | Australian Made: The Movie                                    | Richard Lowenstein  | |
| 1988  | Un cri dans la nuit (Evil Angels)                             | Fred Schepisi       | Nominated—AACTA Award for Best Editing |
| 1990  | Till There Was You                                            | John Seale          | |
| 1992  | Ballroom Dancing (Strictly Ballroom)                          | Baz Luhrmann        | AACTA Award for Best Editing Nominated—BAFTA Award for Best Editing |
| 1993  | Say a Little Prayer                                           | Richard Lowenstein  | |
| 1993  | Temptation of a Monk                                          | Clara Law           | |
| 1994  | Erotique                                                      | Clara Law           | Segment: "Wonton Soup" |
| 1994  | Erotique                                                      | Lizzie Borden       | Segment: "Let's Talk About Love" |
| 1994  | Erotique                                                      | Ana Maria Magalhães | Segment: "Final Call" |
| 1994  | Erotique                                                      | Monika Treut        | Segment: "Taboo Parlor" |
| 1994  | Muriel (Muriel's Wedding)                                     | P. J. Hogan         | Nominated—AACTA Award for Best Editing |
| 1994  | L'Amour en équation (I.Q.)                                    | Fred Schepisi       | |
| 1995  | Le Patchwork de la vie (How to Make an American Quilt)        | Jocelyn Moorhouse   | |
| 1996  | Roméo + Juliette                                              | Baz Luhrmann        | Nominated—AACTA Award for Best Editing Nominated—BAFTA Award for Best Editing Nominated—Satellite Award for Best Editing                                                                                                |
| 1998  | De plein fouet (Head On)                                      | Ana Kokkinos        | AACTA Award for Best Editing |
| 1998  | Elizabeth                                                     | Shekhar Kapur       | Nominated—BAFTA Award for Best Editing |
| 1999  | Harry's War                                                   | Richard Frankland   | |
| 2000  | L'Antenne (The Dish)                                          | Rob Sitch           | |
| 2001  | Moulin Rouge                                                  | Baz Luhrmann        | AACTA Award for Best Editing ACE Eddie for Best Edited Feature Film – Comedy or Musical Nominated—Academy Award for Best Film Editing Nominated—BAFTA Award for Best Editing Nominated—Satellite Award for Best Editing |
| 2002  | Les Sentiers de la perdition (Road to Perdition)              | Sam Mendes          | |
| 2003  | Japanese Story                                                | Sue Brooks          | AACTA Award for Best Editing Nominated—FCCA Award for Best Editor Nominated—Inside Film Award for Best Editing |
| 2004  | Rochester, le dernier des libertins (The Libertine)           | Laurence Dunmore    | Nominated—ASE Award for Best Editing in a Feature Film |
| 2006  | Au nom de la liberté (Catch a Fire)                           | Phillip Noyce       | |
| 2007  | Elizabeth : L'Âge d'or (Elizabeth: The Golden Age)            | Shekhar Kapur       | |
| 2009  | Victoria : Les Jeunes Années d'une reine (The Young Victoria) | Jean-Marc Vallée    | |
| 2009  | Blessed                                                       | Ana Kokkinos        | Nominated—AACTA Award for Best Editing |
| 2010  | Don't Be Afraid of the Dark                                   | Troy Nixey          | |
| 2011  | Red Dog                                                       | Kriv Stenders       | Nominated—AACTA Award for Best Editing Nominated—Inside Film Award for Best Editing |
| 2012  | Mental                                                        | P. J. Hogan         | Nominated—ASE Award for Best Editing in a Feature Film |
| 2014  | Arrows of the Thunder Dragon                                  | Greg Sneddon        | |
| 2014  | Kill Me Three Times                                           | Kriv Stenders       | |
| 2014  | My Mistress                                                   | Stephen Lance       | |
| 2014  | Driving Miss Daisy                                            | David Esbjornson    | Theatrical release of Australian stage production |
| 2015  | Haute Couture (The Dressmaker)                                | Jocelyn Moorhouse   | Nominated—AACTA Award for Best Editing Nominated—FCCA Award for Best Editor |
| 2016  | Red Dog: True Blue                                            | Kriv Stenders       | |
| 2019  | Ride Like a Girl                                              | Rachel Griffiths    | |
| TBA   | Paani                                                         | Shekhar Kapur       | |

## Prix et reconnaissance
- 1996 : prix du meilleur montage des MovieMaker Readers Awards[4]
- 2001 : nomination pour un Oscar[5]
- 2002 : prix des éditeurs de cinéma américain[6]
- 2007 : prix international d'excellence en réalisation de films de l'Australian Film Institute[7]
- 2012 : Moulin Rouge a été répertorié comme le 32e film le mieux monté de tous les temps dans une enquête réalisée en 2012 auprès des membres de la Motion Picture Editors Guild[8]
- 2018 : Compagnon de l'ordre d'Australie

### Documentaires
Deux documentaires sortis en 2017 explorent sa vie et son travail : 
- Jill Billcock: The Art Of Film Editing pour ABC TV[9],[10].
- Jill Bilcock: Dancing the Invisible[11],[12], film sorti au cinéma.

## Voir également
- Liste de collaborations entre réalisateurs et monteurs